# Anomala ludoviciana
Anomala ludoviciana är en skalbaggsart som beskrevs av Schaeffer 1906. Anomala ludoviciana ingår i släktet Anomala och familjen Rutelidae. Inga underarter finns listade i Catalogue of Life.